# Inashiki
Inashiki (jap. 稲敷市 Inashiki-shi) – miasto w Japonii, w prefekturze Ibaraki, we wschodniej części wyspy Honsiu. Ma powierzchnię 205,81 km². W 2020 r. mieszkało w nim 39 079 osób, w 14 493 gospodarstwach domowych  (w 2010 r. 46 898 osób, w 14 808 gospodarstwach domowych).

## Historia
Miasto Inashiki powstało 22 marca 2005 roku w wyniku połączenia trzech miejscowości Azuma, Edosaki i Shintone oraz wioski Sakuragawa.

## Populacja
Zmiany w populacji terenu miasta w latach 1940–2020: